# Hrabstwo Hardin (Iowa)

Piramida wieku hrabstwa

Hrabstwo Hardin – hrabstwo położone w USA w stanie Iowa z siedzibą w mieście Eldora. Założone w 1851 roku.

## Miasta i miejscowości
- Ackley
- Alden
- Buckeye
- Eldora
- Hubbard
- Iowa Falls
- New Providence
- Owasa
- Radcliffe
- Steamboat Rock
- Union
- Whitten

## Drogi główne
- U.S. Highway 20
- U.S. Highway 65
- Iowa Highway 57
- Iowa Highway 175

## Sąsiednie hrabstwa
- Hrabstwo Franklin
- Hrabstwo Butler
- Hrabstwo Grundy
- Hrabstwo Marshall
- Hrabstwo Story
- Hrabstwo Hamilton